# 臺南市立歸仁國民中學
臺南市立歸仁國民中學（簡稱歸仁國中）是一所位於臺灣臺南市歸仁區文化里的市立國民中學。

## 歷史
臺南縣政府為順應新豐人士之請求，於1946年籌設本校。初名為台南縣立新豐初級中學，校長為莊紹銘先生。同年四月三十日借用原歸仁國校部份校舍設立，招男女生各一班，後添置土地於歸仁鄉後市村，翌年三月遷入新校舍。1958年且升格為完全中學，校名改為台南縣立新豐中學。因1968實施九年國民教育，停辦高中，改制為臺南縣立歸仁國中。2010年12月25日，因臺南縣與臺南市合併升格為直轄市，校名改為臺南市立歸仁國中。

### 歷任校長
| 任次 | 校長   | 任期                 | 備註 |
| ---- | ------ | -------------------- | ---- |
| 1    | 莊紹銘 | 1946年8月－1951年8月 |      |
| 2    | 王天燧 | 1951年8月－1953年7月 |      |
| 3    | 余瑞霖 | 1953年8月－1968年7月 |      |
| 4    | 郭金水 | 1968年8月－1980年7月 |      |
| 5    | 吳錦明 | 1980年8月－1985年7月 |      |
| 6    | 黎盛榕 | 1985年8月－1988年7月 |      |
| 7    | 陳國偉 | 1988年8月－1990年2月 |      |
| 8    | 楊調勇 | 1990年2月－1993年1月 |      |
| 9    | 郭達永 | 1993年2月－2001年7月 |      |
| 10   | 黃光明 | 2001年8月－2003年7月 |      |
| 11   | 施武典 | 2003年2月－2004年7月 | 代理 |
| 12   | 鄭淵仁 | 2004年8月－2012年7月 |      |
| 13   | 敬世龍 | 2012年8月-2016年7月  |      |
| 14   | 黃峻宏 | 2016年8月-2023年7月  |      |
| 15   | 吳家增 | 2023年8月-           |      |